# Virungula conifera
Virungula conifera är en mångfotingart som först beskrevs av Carl Graf Attems 1937.  Virungula conifera ingår i släktet Virungula och familjen Gomphodesmidae. Inga underarter finns listade i Catalogue of Life.